# 漢納峰
82°36′S 53°10′W / 82.600°S 53.167°W
漢納峰（英語：Hannah Peak）是南極洲的山峰，位於伊利沙伯女皇地，處於沃克峰東北面4公里的杜費克山西南端，屬於彭薩科拉山脈的一部分，美國地質調查局根據測量和該國海軍的空中照片繪入地圖，現時由南極條約體系管理。